# Hammars glasbruk
Hammars glasbruk i Hammar utanför Askersund startade 1854 av och lades ner 1992. 

## Historia
Bruket köptes på 1960-talet av AB Plåtmanufaktur (PLM) i Malmö. PLM under Knut Laurins ledning köpte vid samma tid upp Surte glasbruk, Årnäs glasbruk och Limmareds glasbruk. Divisionsledningen för PLM-koncernens glasbruk placerades i Surte. I den nya divisionen delades tillverkningen upp mellan bruken och de fick specialisera sig inom olika tillverkningsområden.
Glasbruket genomgick flera ägarbyten. Glasbruket producerade buteljer av olika slag, allt från vin, öl, Semper och spritflaskor. Den mest kända produkten torde vara Absolut som producerades ända fram till nedläggningen då produktionen koncentrerades till Limmareds glasbruk. Här tillverkades den allra första Absolut Vodka-flaskan 1979.

## Återvinning
PLM Hammars Glasbruk var också pionjär inom återvinningen. Redan innan Svensk Glasåtervinning grundades 1986 samlades returglas från glasigloos i landet in för återvinning till ny glasmassa. Svensk Glasåtervinning fortsatte verksamheten även efter glasbrukets nedläggning. 